# Kampong Cham (província)
Kampong Cham é uma província localizada no leste do Camboja. Sua capital é Kampong Cham. Possui uma área de 9.799 km², ou seja, mais ou menos o tamanho da ilha da Córsega, na França. Em 2008, sua população era de 1.680.694 habitantes, e mesmo que a maioria seja de cambojanos, muitos dos habitantes dessa província (cerca de 15% deles) são da etnia cham, um grupo presente no leste Camboja e no sul do vizinho Vietnã, o que faz de Kampong Cham uma parte singular do país, já que os chams têm sua própria língua e costumes, e seguem quase todos o islamismo.
A província está subdividida em 16 distritos:
- 0301 - Batheay
- 0302 - Chamkar Leu
- 0303 - Cheung Prey
- 0304 - Dambae
- 0305 - Kampong Cham
- 0306 - Kampong Siem
- 0307 - Kang Meas
- 0308 - Kaoh Soutin
- 0309 - Krouch Chhmar
- 0310 - Memot
- 0311 - Ou Reang Ov
- 0312 - Ponhea Kraek
- 0313 - Prey Chhor
- 0314 - Srei Santhor
- 0315 - Stueng Trang
- 0316 - Tboung Khmum